# Funatani Keisuke
Funatani Keisuke (sinh ngày 7 tháng 1 năm 1986) là một cầu thủ bóng đá người Nhật Bản.

## Giải vô địch bóng đá U-20 thế giới
Funatani Keisuke được triệu tập vào đội tuyển U-20 Nhật Bản tham dự Giải vô địch bóng đá U-20 thế giới 2005.